# Altersvorsorgeverträge-Zertifizierungsgesetz
Das Altersvorsorgeverträge-Zertifizierungsgesetz regelt die Zertifizierung von Altersvorsorgeverträgen in Deutschland. 
Das Gesetz besteht aus 14 Paragrafen. Es enthält Regelungen zu Begriffsbestimmungen, Antragsformalitäten, Gebühren, Ausschlussfristen, Informations- und Veröffentlichkeitspflichten bei Altersvorsorge- und Basisrentenverträgen.